# Claude Desseille
Claude ridder Desseille (Luik, 22 december 1941 - 30 juni 2023) was een Belgisch bedrijfsleider en bestuurder.

## Biografie
Claude Desseille was licentiaat in de actuariële wetenschappen, wiskunde en astrofysica. Hij ging in 1967 aan de slag bij Winterthur België. Hij klom er op tot gedelegeerd bestuurder. Hij speelde hij een belangrijke rol in de verzekeringssector in een tijdvak van fusies en overnames waarin banken en verzekeraars toenadering zochten. In 2003 werd hij CEO van Winterthur Europa. De Zwitserse verzekeraar werd in 2006 door het Franse AXA overgenomen.
In 2002 volgde hij Jozef De Mey als voorzitter van de Beroepsvereniging der Verzekeringsondernemingen op. Deze beroepsvereniging werd in 2004 tot Assuralia omgedoopt. Christian Defrancq volgde hem in 2006 op. Ook werd hij in 2002 in opvolging van Francis Verheughe voorzitter van het Verbond van Ondernemingen in Brussel. Emmanuel van Innis volgde hem in 2007 op.
Daarnaast bekleedde Desseille heel was bestuursfuncties. Zo was hij bestuurder van de Bank Brussel Lambert. Na zijn vertrek bij Winterthur was hij voorzitter van de raad van bestuur van Editeco, uitgever van L'Echo, en bestuurder van verzekeraar Ethias (2008-2017), brouwerij Unibra, bouwbedrijf Moury Management, verzekeringsmaatschappij Apra Leven en vastgoedgroep Allfin. Vanaf 2012 was hij achtereenvolgens bestuurder, CEO en voorzitter van de raad van bestuur van vastgoedgroep Warehouses Estates Belgium. Ook was hij bestuurder van de Cercle de Lorraine.
- Gemeinsame Normdatei: 171725247
- Virtual International Authority File: 215343787